# يحيى برابح
يحيى بالرابح (من مواليد 13 أكتوبر 1981 في وجدة) هو رياضي مغربي متخصص في الوثب الطويل. وهو أحد الذين شاركوا خمس مرات في بطولة العالم لألعاب القوى (2003-2011)، وقام بتمثيل بلاده مرتين في دورة الألعاب الأولمبية. وكان بطل أفريقيا 2008 في الوثب الطويل. أفضل توقيت شخصي بزمن قدره 8.40 متر هو وهو رقم قياسي على المستوى الوطني